# Empuluzi
Empuluzi is een plaats in de Zuid-Afrikaanse provincie Mpumalanga.
Empuluzi telt ongeveer 15.000 inwoners.